# Langenhennersdorf
Langenhennersdorf ist ein Ortsteil der Stadt Bad Gottleuba-Berggießhübel im Landkreis Sächsische Schweiz-Osterzgebirge in Sachsen.

## Geographie und Naturraum

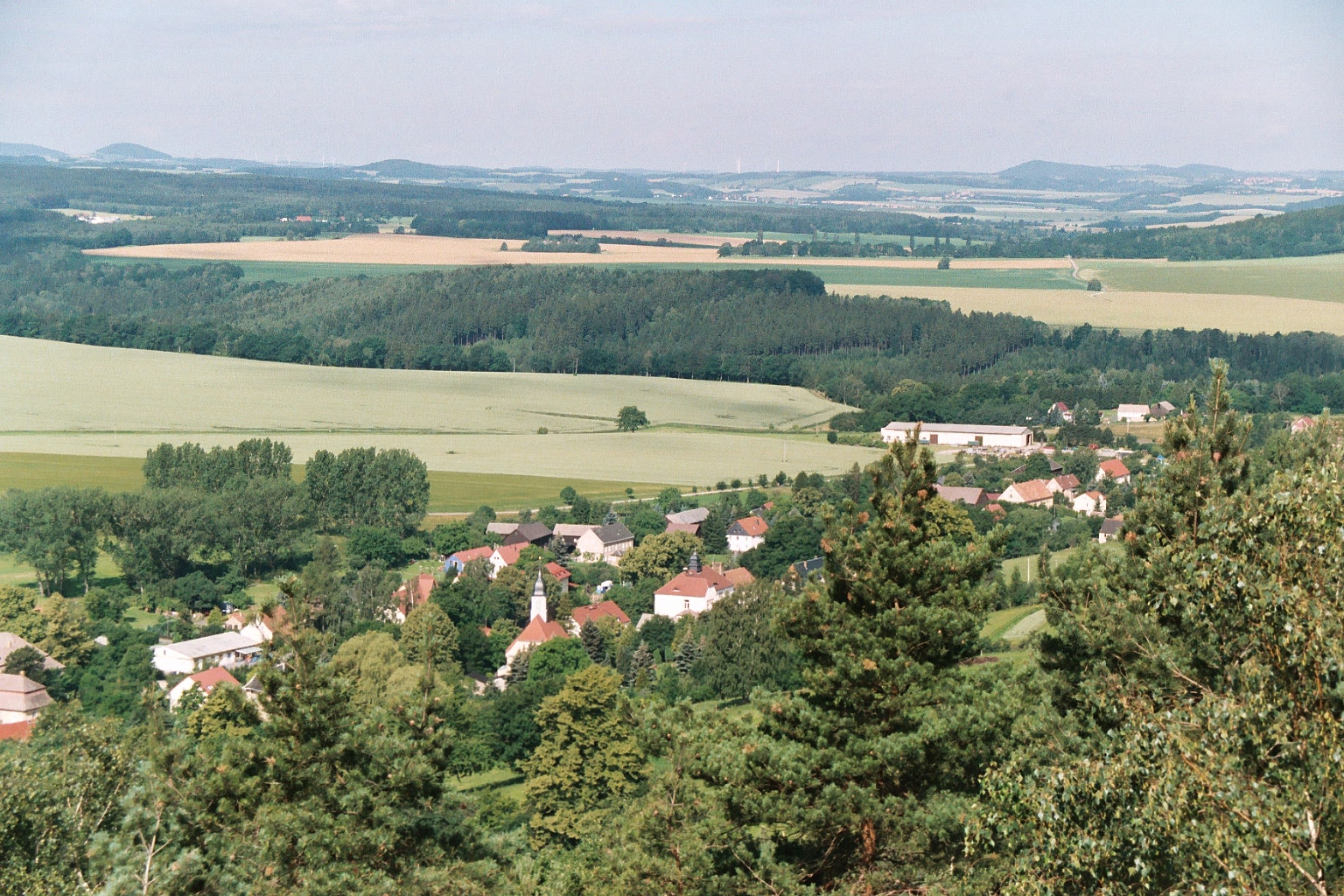
Blick vom Napoleonstein (413 Meter) der Krietzschwitzer Landstufe über Langenhennersdorf in Richtung Westen. Im Vordergrund ist die Dorfkirche erkennbar. Über dem Dorf liegt das landwirtschaftlich genutzte Plateau, in der Bildmitte markiert der Wald das Tal der Gottleuba. Am Horizont sind die Höhenzüge des Osterzgebirges mit dem Luchberg (links) zu sehen.

Langenhennersdorf bildet das östliche Gemeindegebiet von Bad Gottleuba-Berggießhübel und erstreckt sich als über 3 Kilometer langes Waldhufendorf entlang des Langenhennersdorfer Dorfbaches in einer Höhenlage zwischen 270 und 360 Meter ü. NN. Der Dorfbach entspringt südöstlich des Dorfes nahe dem Kalbenberg (398 Meter) und fließt als rechter Zufluss zur Gottleuba. Die Quellmulde des Baches vertieft sich nordwestlich von Langenhennersdorf zu einem Kerbtal, an dessen Ende der Bach in einem 9 Meter hohen Wasserfall über den östlichen Talhang der Gottleuba stürzt, bevor er in die Gottleuba mündet.
Naturräumlich zahlt Langenhennersdorf zur Sächsischen Schweiz. Die um den Ort anstehenden Sandsteine sind dem mittleren Turonium zuzuordnen und entstanden vor etwa 90 Millionen Jahren. Die Sandsteine bilden zumeist nährstoffarme und trockene Verwitterungsböden (Berglehmsand-Rosterden, Bergsand-Podsole und Berglöß-Braunerden), die nur eine forstwirtschaftliche Nutzung zulassen. Die Quellmulde des Dorfbaches geht jedoch in Richtung Süden in ein Plateau über, das durch ein pleistozänes Kleinrelief mit fast ebenen Lagen und Flachhängen gekennzeichnet ist. Hier sind die turonen Sandsteine von pleistozänen Ablagerungen überdeckt, die über Jahrhunderte hinweg bis heute intensiv landwirtschaftlich genutzt werden. Die Böden zählen zu den Berglöß-Braunstaugleyen und -braunerden und verfügen über Ackerzahlen überwiegend zwischen 46 und 50. Die teilweise Vernässung der Böden wird durch im Sandstein vorhandene Plänereinlagerungen verursacht, die für Kluft- und Sickerwasser nur eine geringe Durchlässigkeit aufweisen.
Im Westen und Südwesten von Langenhennersdorf haben sich Gottleuba und Bahra als Grenze des Plateaus tief in den Sandstein eingeschnitten. Der Übergangsbereich zwischen den Flusstälern und den Ebenheiten und Hochflächen der Sächsischen Schweiz ist durch eine hohe Reliefenergie geprägt. Die Krietzschwitzer Landstufe tritt im Nordosten von Langenhennersdorf mit einem felsigen Steilabfall, der im Bernhardstein eine Höhe von 425 Meter ü. NN erreicht, sehr nah an das Dorf heran. Von der Oberkante der Landstufe ergibt sich am Napoleonstein (413 Meter ü. NN) ein weiter Blick über Langenhennersdorf in Richtung Osterzgebirge. An die Krietzschwitzer Landstufe schließt sich Richtung Nordosten das Leupoldishainer Felsrevier mit den Nikolsdorfer Wänden und dem Labyrinth an.
Der mittlere Jahresniederschlag (Jahre 1901–1950) liegt in Langenhennersdorf bei 839 mm, die Jahresmittelwerte der Temperatur erreichen 7–8 °C.

## Geschichte

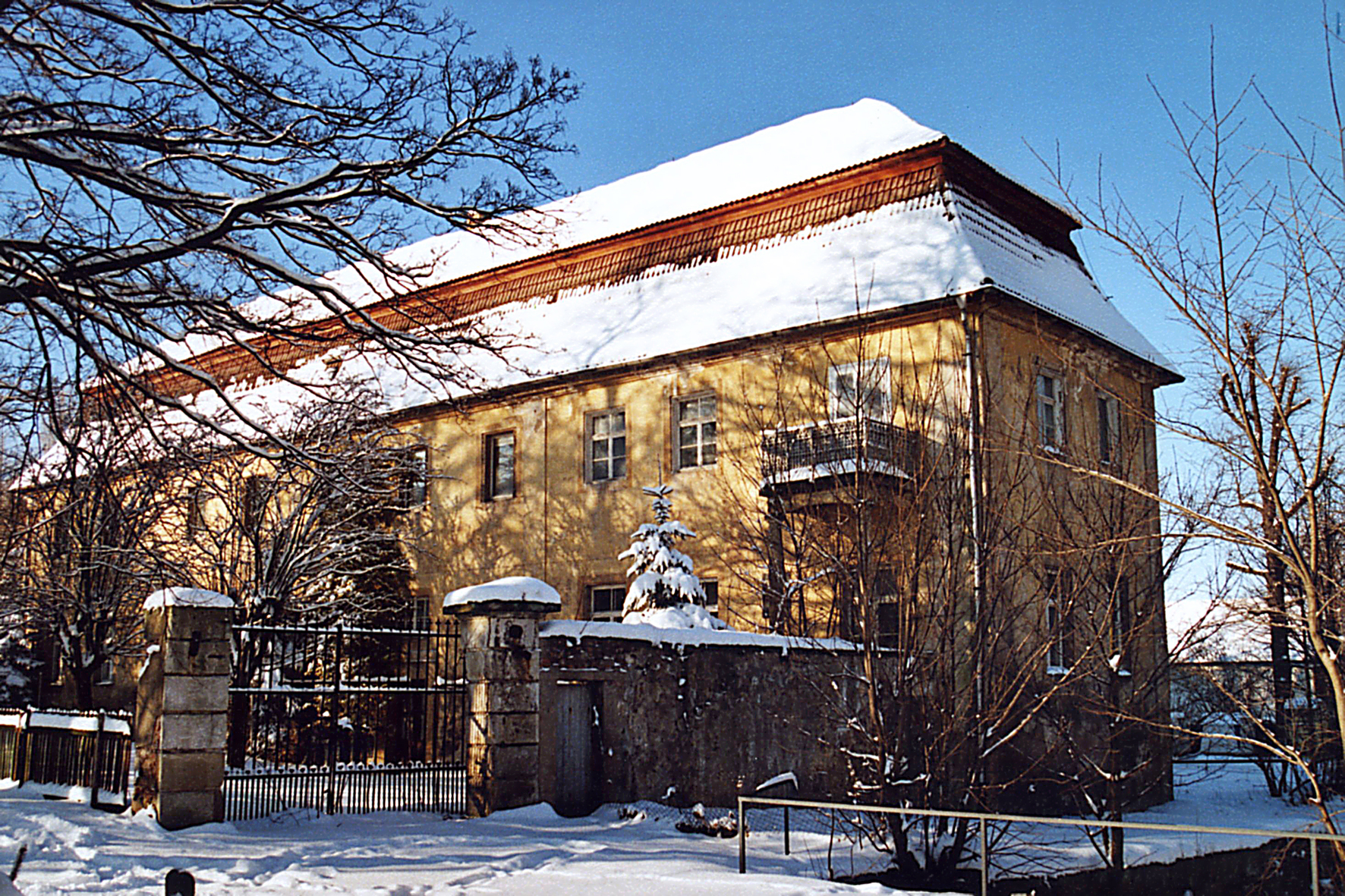
Ehemaliges Rittergut in Langenhennersdorf

1356 wurde Langenhennersdorf erstmals als „Henricivilla“ urkundlich erwähnt. Das Dorf war zweigeteilt. Eine Hälfte kam 1405 an die Markgrafschaft Meißen, die andere an das Rittergut Cotta. Mitte des 16. Jahrhunderts wurde ein Rittergut errichtet. Seitdem war das Dorf nicht mehr geteilt. 1548 gehörte das Dorf zum Amt Pirna. Das Schloss wurde im 16. Jahrhundert errichtet. Mitte des 17. Jahrhunderts belehnte der sächsische Kurfürst den Festungskommandanten und Amtshauptmann von Pirna, Johann von Liebenau, mit dem Rittergut. Das L-förmige Schloss wurde im 18. Jahrhundert umgebaut. Um 1750 gehörte es dem Grafen Hector Wilhelm von Kornfail und Weinfelden, um 1860 war es im Besitz der Familie Hendel. 
Mit Ende der Patrimonialgerichtsbarkeit, 1856, wurde Langenhennersdorf dem Gerichtsamt Königstein zugeteilt. 1926 wurde das Gut von der Landesversicherungsanstalt Sachsen gekauft und gelangte 1944 wieder in den Besitz des ehemaligen Eigentümers. Bei einer Erneuerung der Kirche 1794/95 erhielt sie ihre jetzige Gestalt. Im Jahr 1813 stieg der französische Kaiser Napoleon auf eine Felskanzel über dem Dorf, um sich eine Übersicht über seine Truppen zu verschaffen. Heute heißt die Felskanzel Napoleonstein. 1838 erhielt Langenhennersdorf eine eigene Schule, die 2005 wieder geschlossen wurde und seit 2013 die Heimatstube beherbergt. 1971 wurde der Ort Bahra eingemeindet.

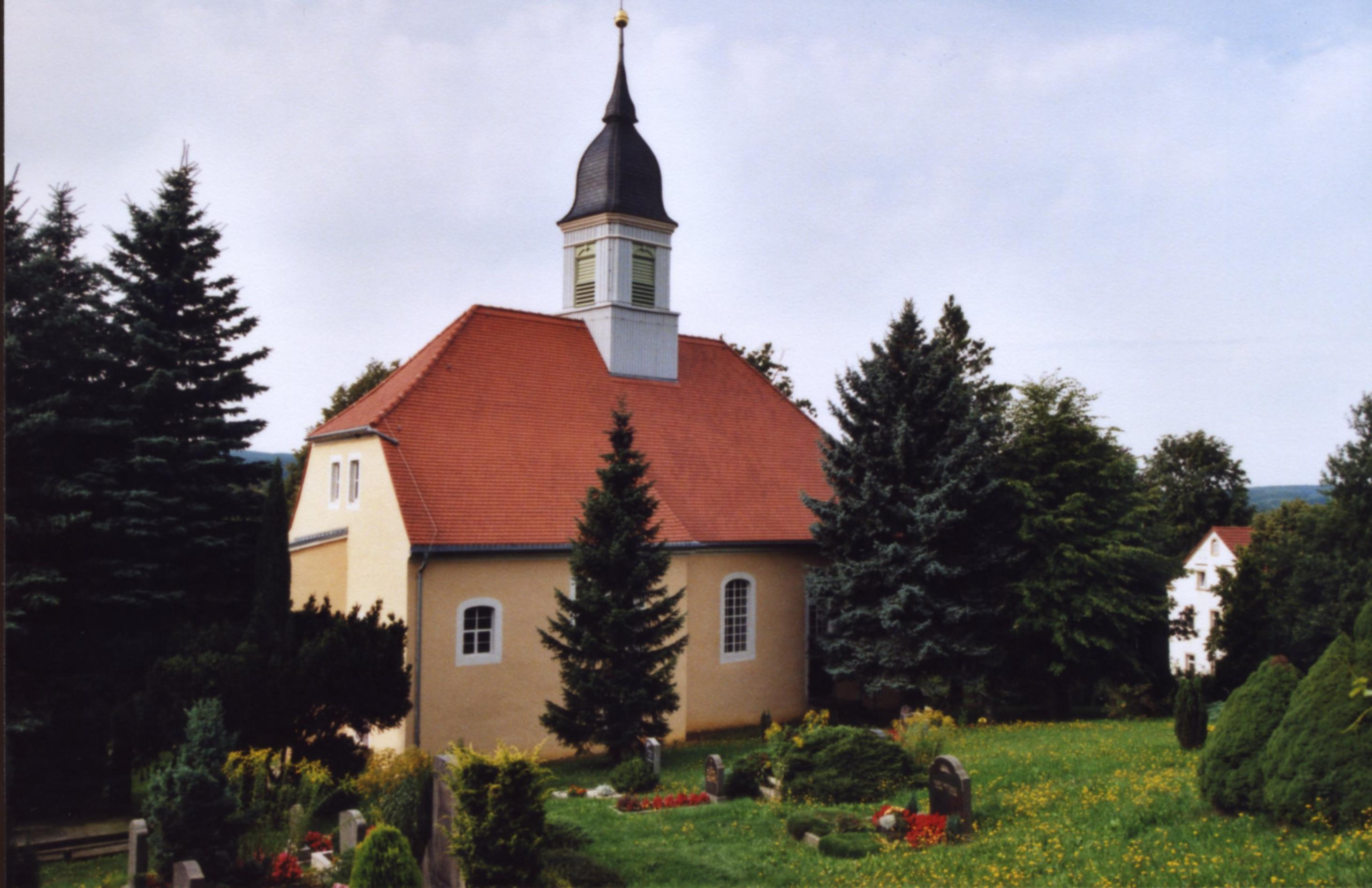
Kirche

Am 1. Januar 1999 wurde Langenhennersdorf in die Stadt Bad Gottleuba-Berggießhübel eingemeindet.

## Sehenswürdigkeiten
Folgende kulturelle und natürliche Sehenswürdigkeiten befinden sich in oder nahe des Ortes.
- evangelische Kirche: Die kleine Dorfkirche hat eine kulturhistorisch wertvolle Orgel von Wilhelm Leberecht Herbrig (1846). Die Orgel wurde für die Katharinen-Kirche in Helmsdorf (OT Stolpen) gebaut und 1971 nach Langenhennersdorf umgesetzt.
- Langenhennersdorfer Wasserfall (mehrere Stufen, oberste 9 m hoch)
- Felsenlabyrinth
- Napoleonstein
- Nikolsdorfer Wände
- Heimatstube

## Wirtschaft und Infrastruktur

### Verkehr

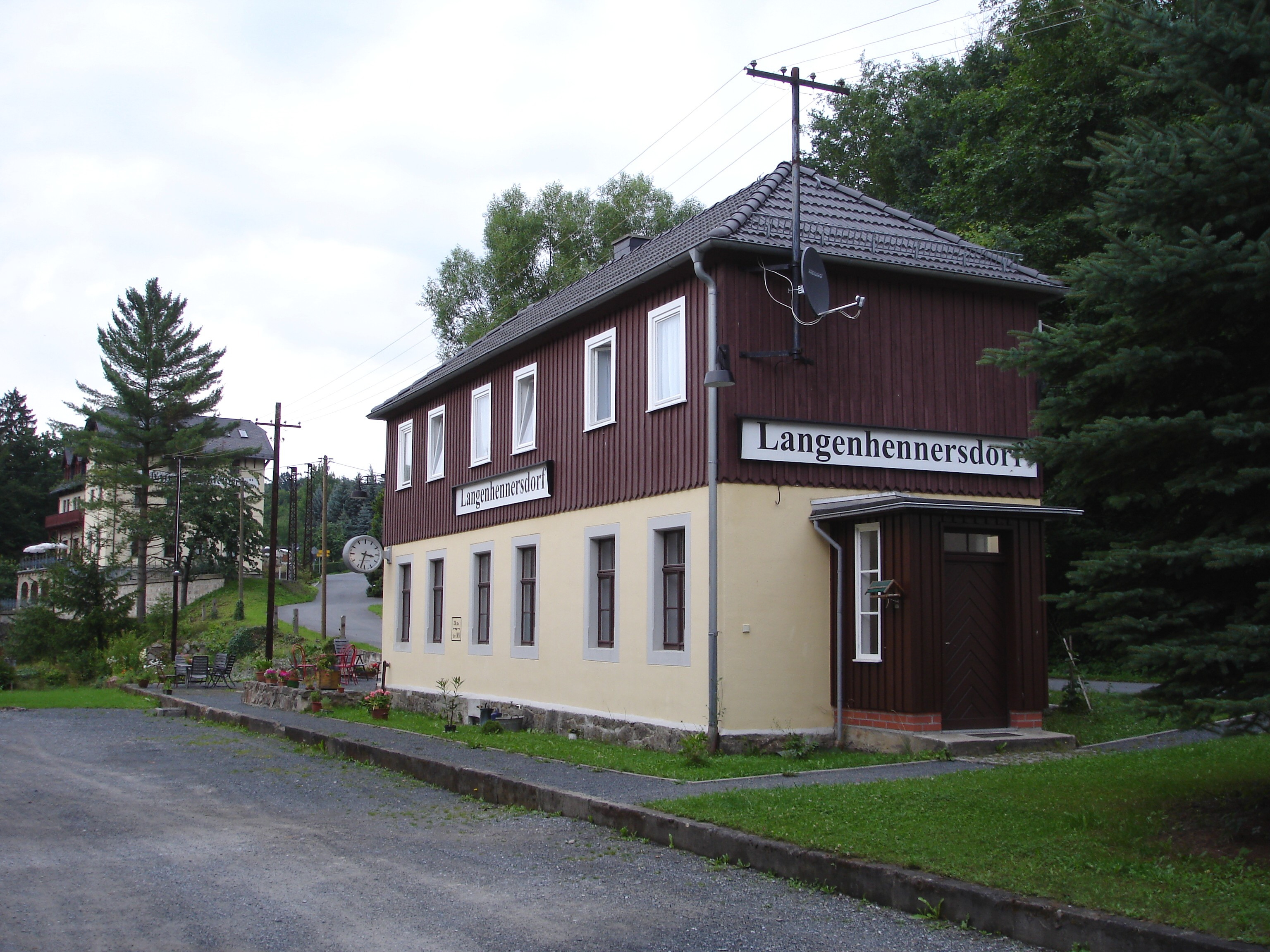
Haltepunkt Langenhennersdorf

Durch das gesamte Dorf verläuft die Ortsstraße. Abzweigende Straßen führen nach Bahra, Bielatal, Berggießhübel, zum Dorfteil Forsthaus und zur B 172. Im Ort gibt es 7 Bushaltestellen, die von den Linien 218 (Pirna-Langenhennersdorf-Bahratal) und 245 (Pirna-Leupoldishain-Rosenthal) des RVSOE bedient werden.
1880 bis 1976 hatte Langenhennersdorf einen Haltepunkt der Gottleubatalbahn.

## In Langenhennersdorf geborene Persönlichkeiten
- Johann Gottlob Lehmann (1719–1767), Arzt, Mineraloge und Geologe
- Ferdinand Körner (1805–1884), evangelisch-lutherischer Pfarrer und Autor
- Dieter Beirich (1935 – 2017), Maler und Grafiker